# وانغ لي (سياسي)
وانغ لي هو سياسي صيني، ولد في 11 أغسطس 1922 في Huai'an, Huai'an ‏ في الصين، وتوفي في 21 أكتوبر 1996 في بكين في الصين بسبب سرطان البنكرياس. نشط حزبياً في الحزب الشيوعي الصيني.